# Liste des maires de Soissons
Pour un article plus général, voir Soissons.
La liste des maires de Soissons regroupe les noms des maires de la commune de Soissons avec leur date de prise de fonction ainsi que les dates de fin de fonctions des maires.

## Liste des maires

### Ancien Régime
| Période | Période | Identité                | Étiquette | Qualité |
| ------- | ------- | ----------------------- | --------- | ------- |
| 1787    | 1790    | Louis Godard de Clamecy |           |         |

### Depuis 1790
| Période       | Période                        | Identité                         | Étiquette             | Qualité |
| ------------- | ------------------------------ | -------------------------------- | --------------------- | --- |
| 1790          | 1790                           | Charles Gouillar                 |                       | |
| 1790          | 1791                           | François Pierre Lelièvre         |                       | |
| 1791          | 1792                           | Jean-François Lampon             |                       | |
| 1792          | 1793                           | Louis Pioche                     |                       | |
| 1793          | 1793                           | Sébastien Butel                  |                       | |
| 1793          | 1794                           | Damas Vielle                     |                       | |
| 1794          | 1795                           | Jacques François Guynot          |                       | |
| 1795          | 1797                           | Antoine Letellier-Laurendeau     |                       | |
| 1797          | 1800                           | Sébastien Butel                  |                       | |
| 1800          | 1800                           | Claude Dutour de Noirfosse       |                       | |
| 1800          | 1805                           | Jacques de Chastenet de Puységur |                       | |
| 1805          | 1814                           | Parfait Desèvre                  |                       | |
| 1814          | 1815                           | Antoine Letellier-Capitain       |                       | |
| 1815          | 1815                           | Parfait Desèvre                  |                       | |
| 1815          | 1815                           | Joachim Joveneau                 |                       | |
| 1815          | 1815                           | Damas Vielle                     |                       | |
| 1815          | 1816                           | Parfait Desèvre                  |                       | |
| 1816          | 1817                           | Noël Daras                       |                       | |
| 1817          | 1821                           | André L'Escarbotte de Beaufort   |                       | |
| 1821          | 1828                           | Henri de La Noue                 |                       | |
| 1828          | 1830                           | Alain Gehier                     |                       | |
| 1830          | 1832                           | Augustin Deviolaine              |                       | Manufacturier Chevalier de la Légion d'honneur |
| 1832          | 1847                           | Théodore Quinette de Rochemont   | Opposition dynastique | Ministre plénipotentiaire en Belgique Député de l'Aisne (1835 → 1849) Conseiller général de Soissons (1833 → 1852) Commandeur de la Légion d'honneur                          |
| 1847          | 1848                           | Paul Deviolaine                  |                       | Industriel, directeur de la verrerie de Prémontré Conseiller général de Soissons (1852 → 1870) Président du tribunal de commerce de Soissons Chevalier de la Légion d'honneur |
| 1848          | 1851                           | Pépin Petit-Didier               |                       | |
| 1851          | 1852                           | Barthélémy Périn                 |                       | |
| 1852          | 1853                           | Charles Brocquard de Bussières   |                       | |
| 1853          | 1870                           | Paul Deviolaine                  |                       | Industriel, directeur de la verrerie de Prémontré Conseiller général de Soissons (1852 → 1870) Président du tribunal de commerce de Soissons Chevalier de la Légion d'honneur |
| 1870          | 1878                           | Henri Salleron                   |                       | Siège de Soissons (1870) Conseiller général de Soissons (1870 → 1887) |
| 1878          | 1881                           | Étienne Choron                   | Républicain           | Avoué Député de l'Aisne (1877 → 1881) |
| 1881          | 1882                           | Charles Dumont                   |                       | |
| 1882          | 1882                           | Henri Salleron                   | Républicain           | Conseiller général de Soissons (1870 → 1887) |
| 1882          | 1892                           | Léon Caillez                     |                       | |
| 1892          | 1894                           | Jules Vitrant                    |                       | |
| 1894          | 1898                           | Victor Letellier                 |                       | |
| 1898          | 1898                           | Léon Chenebenoit                 |                       | Conseiller à la cour d'appel de Paris Sénateur de l'Aisne (1920 → 1930) Chevalier de la Légion d'honneur.                                                                     |
| 1898          | 1914                           | Victor Becker                    | Rad.                  | Conseiller général de Soissons (1904 → 1920) |
| 1914          | 1914                           | Jeanne Macherez,                 |                       | Héroïne durant la Première Guerre mondiale Faisant fonction de maire Chevalier de la Légion d'honneur                                                                         |
| 1914          | 1917                           | Georges Muzart                   |                       | |
| 1917          | 1919                           | D. Debout                        |                       | |
| 1919          | 1942                           | Fernand Marquigny                | Parti radical         | Avoué Député de l'Aisne (1924 → 1928) Conseiller général de Soissons (1920 → 1940) Décédé en fonction                                                                         |
| 1942          | 1944                           | Georges Muzart (1869-1961)       |                       | Géomètre Nommé par le Gouvernement de Vichy Nommé conseiller départemental de l'Aisne en 1943                                                                                 |
| 1944          | 1945                           | Raymonde Fiolet                  | PCF                   | Secrétaire de mairie, résistante, capitaine FFI |
| 1945          | 1965                           | Louis Roy                        | RPF puis UNR          | Chirurgien Sénateur de l'Aisne (1959 → 1966) Conseiller général de Soissons (1951 → 1964) Président du conseil général de l'Aisne (1951 → 1959)                               |
| 1965          | 1977                           | Jean Guerland                    | Radical               | |
| 1977          | 1995                           | Bernard Lefranc                  | PS                    | Député de l'Aisne (1981 → 1993) |
| 1995          | 2000                           | Emmanuelle Bouquillon            | UDF-PSD               | Responsable d'une société de communication Députée de l'Aisne (4e circ.) (1993 → 1997) Démissionnaire                                                                         |
| mars 2000     | novembre 2001,                 | M. Claude Parisot                | RPR                   | Décédé en fonction |
| novembre 2001 | mars 2008                      | Édith Errasti                    | RPR puis UMP          | Radiologue Conseillère régionale |
| mars 2008     | avril 2014                     | Patrick Day                      | PS                    | Psychiatre Conseiller général de Soissons-Nord (2004 → 2015) Député suppléant                                                                                                 |
| avril 2014    | En cours (au 21 décembre 2020) | Alain Crémont,                   | DVD                   | Chef d'entreprise Vice-président de GrandSoissons Agglomération (2014-2020 ) Président de GrandSoissons Agglomération (2020 → ) Réélu pour le mandat 2020-2026                |

## Compléments